# Jerzy Kossak
Jerzy Maciej Kossak (11. září 1886 v Krakově – 11. května 1955 v Krakově) byl polský malíř. Patřil do proslavené umělecké rodiny. Byl vnukem malíře Juliusze Kossaka, synem malíře Wojciecha Kossaka, bratrem básnířky Marie Pawlikowské-Jasnorzewské a spisovatelky Magdaleny Samozwaniecové.
Jeho učiteli výtvarného umění byl otec a děd. Pokračoval v jejich oblíbené tematice historických a válečných obrazů (převážně z období napoleonských válek a bitev polských legií).